# Sundance Film Festival 2014
Das 30. Sundance Film Festival fand vom 16. Januar bis 26. Januar 2014 in Park City, Utah statt. Die Filmvorführungen wurden in Lichtspielhäusern in Salt Lake City, Ogden und Sundance, jeweils im US-Bundesstaat Utah, gezeigt.
Erstmals wurden 12.218 Filme eingereicht, 72 mehr als 2013. Von den 4057 eingereichten Spielfilmen wurden 121 ausgewählt. Von den Spielfilmen waren 2014 aus den Vereinigten Staaten und 2043 international. Von den 8161 eingereichten Kurzfilmen wurden 66 ausgewählt. Bei dem diesjährigen Festival debütierten erstmals 54 Filmemacher aus 37 Ländern.

## Prämierte Filme
Die Preisverleihung fand am 26. Januar 2014 in Park City statt und wurde von Nick Offerman und Megan Mullally moderiert.
- U.S. Grand Jury Prize: Documentary – Rich Hill
- U.S. Grand Jury Prize: Dramatic – Whiplash[6]
- World Cinema Grand Jury Prize: Documentary – Homs – Ein zerstörter Traum (The Return to Homs)
- World Cinema Grand Jury Prize: Dramatic – To Kill a Man
- Audience Award: U.S. Documentary – Alive Inside: A Story of Music & Memory
- Audience Award: U.S. Dramatic – Whiplash
- Audience Award: World Cinema Documentary – The Green Prince
- Audience Award: World Cinema Dramatic – Das Mädchen Hirut (Difret)
- Audience Award: Best of NEXT – Imperial Dreams
- Directing Award: U.S. Documentary – The Case Against 8
- Directing Award: U.S. Dramatic – Fishing Without Nets
- Directing Award: World Cinema Documentary – 20.000 Days on Earth
- Directing Award: World Cinema Dramatic – 52 Tuesdays
- Waldo Salt Screenwriting Award: U.S. Dramatic – The Skeleton Twins
- Screenwriting Award: World Cinema Dramatic – Blind
- Editing Award: U.S. Documentary – Watchers of the Sky
- Editing Award: World Cinema Documentary – 20.000 Days on Earth
- Cinematography Award: U.S. Documentary – E-TEAM
- Cinematography Award: U.S. Dramatic – Joe Albany – Mein Vater, die Jazzlegende (Low Down)
- Cinematography Award: World Cinema Documentary – Happiness
- Cinematography Award: World Cinema Dramatic – Lilting
- U.S. Documentary Special Jury Award for Achievement for Use of Animation – Watchers of the Sky
- U.S. Documentary Special Jury Award for Achievement for Intuitive Filmmaking – The Overnighter
- U.S. Dramatic Special Jury Award for Musical Score – The Octopus Project für Kumiko, the Treasure Hunter
- U.S. Dramatic Special Jury Award for Breakthrough Talent – Justin Simien für Dear White People
- World Cinema Dramatic Special Jury Award – God Help the Girl
- World Cinema Documentary Special Jury Award for Cinematic Bravery – We Come as Friends
- Short Film Audience Award – Chapel Perilous
- Alfred P. Sloan Feature Film Prize – I Origins[7]

Zusätzliche Preise wurden auf separaten Veranstaltungen verliehen. Die Preise der Kategorie Kurzfilm wurden am 21. Januar 2014 im Park City verliehen.
- Short Film Grand Jury Prize – Of God and Dogs
- Short Film Jury Award: U.S. Fiction – Gregory Go Boom
- Short Film Jury Award: International Fiction – The Cut
- Short Film Jury Award: Non-fiction – I Think This Is the Closest to How the Footage Looked
- Short Film Jury Award: Animation – Yearbook
- Short Film Special Jury Award for Unique Vision – Rat Pack Rat
- Short Film Special Jury Award for Direction and Ensemble Acting – Burger
- Short Film Special Jury Award for Non-fiction – Love. Love. Love.
- Sundance Institute/Mahindra Global Filmmaking Awards – Hong Khaou für Monsoon, Tobias Lindholm für A War, Ashlee Page für Archive and Neeraj Ghaywan für Fly Away Solo.
- Sundance Institute/NHK Filmmaker Award – Mark Elijah Rosenberg für Ad Inexplorata[13]
- Hilton Worldwide LightStay Sustainability Award – Ben Kalina für Shored Up (und 25.000 US-Dollar Preisgeld)[14]
- 2014 Red Crown Producer’s Award – Elisabeth Holm für Obvious Child (und 10.000 US-Dollar Preisgeld)[15]

## Jurymitglieder
| U.S. Documentary Jury - Tracy Chapman - Charlotte Cook - Kahane Cooperman - Morgan Neville - Jonathan Oppenheim World Documentary Jury - Andrea Nix Fine - Sally Riley - Caspar Sonnen | U.S. Dramatic Jury - Leonard Maltin - Peter Saraf - Lone Scherfig - Bryan Singer - Dana Stevens World Dramatic Jury - Carlo Chatrian - Sebastián Lelio - Nansun Shi | Alfred P. Sloan Preis Jury - Kevin Hand - Flora Lichtman - Max Mayer - Jon Spaihts - Jill Tarter Short Film Jury - Vernon Chatman - Joshua Leonard - Ania Trzebiatowska |